# Ajelet Nachmias Verbin
Ajelet Nachmias Verbin (hebrejsky איילת נחמיאס-ורבין‎‎; * 19. června 1970 Tel Aviv) je izraelská politička; poslankyně Knesetu za Sionistický tábor.

## Kariéra
Založila Forum rodin rezervistů. Od roku 1991 je členkou Strany práce. Tehdy pracovala jako asistentka Jicchaka Rabina krátce před tím, než se Rabin stal předsedou vlády. Po atentátu na Rabina se stala ředitelkou nevládní organizace Šalom chaver, která připomíná Rabinovu památku.
Ve volbách v roce 2015 byla zvolena do Knesetu za Sionistický tábor (aliance Strany práce a centristické strany ha-Tnu'a).

## Osobní život
Je vdaná, má tři děti. Její manžel je aktivním rezervistou izraelské armády.